# Weapons of Mass Destruction
Albums de Xzibit
Appetite for Destruction
(2004) Full Circle
(2006)
Singles
1. Hey Now (Mean Muggin)
Sortie : 16 février 2004

Weapons of Mass Destruction est le cinquième album studio de Xzibit, sorti le 14 décembre 2004. 
L'album a été certifié disque d'or le 2 février 2005. Il a atteint la 43e position du Billboard 200 la semaine du 1er janvier 2005.
Les morceaux L.A.X., Mutha Fucka et Klack figurent respectivement dans les jeux vidéo Need for Speed: Underground 2, Def Jam: Fight for NY et Juiced.

## Liste des titres
| No  | Titre                                                 | Contient un (des) sample(s) de                   | Durée |
| --- | ----------------------------------------------------- | ------------------------------------------------ | ----- |
| 1.  | State of the Union                                    |                                                  | 1:30  |
| 2.  | LAX                                                   |                                                  | 3:44  |
| 3.  | Cold World (featuring Jelly Roll)                     |                                                  | 3:52  |
| 4.  | Saturday Night Live (featuring Jelly Roll et Krondon) |                                                  | 4:19  |
| 5.  | Muthafucka                                            |                                                  | 2:56  |
| 6.  | Beware of Us (featuring Krondon et Phil Da Agony)     |                                                  | 4:10  |
| 7.  | Judgement Day                                         |                                                  | 3:23  |
| 8.  | Criminal Set (featuring Krondon)                      | Dazz de Brick AmeriKKKa's Most Wanted d'Ice Cube | 3:17  |
| 9.  | Hey Now (Mean Muggin) (featuring Keri Hilson)         |                                                  | 4:21  |
| 10. | Ride or Die (featuring Tone)                          |                                                  | 4:00  |
| 11. | Crazy Ho (featuring Strong Arm Steady et Suga Free)   |                                                  | 4:25  |
| 12. | Big Barking (skit)                                    |                                                  | 0:53  |
| 13. | Tough Guy (featuring Busta Rhymes)                    |                                                  | 4:25  |
| 14. | Scent of a Woman (featuring Dion)                     |                                                  | 4:20  |
| 15. | Klack (featuring Mitchy Slick et Krondon)             |                                                  | 5:14  |
| 16. | Back 2 the Way It Was                                 | Hello Like Before de Bill Withers                | 3:58  |